# Bảo tàng về Thế chiến II

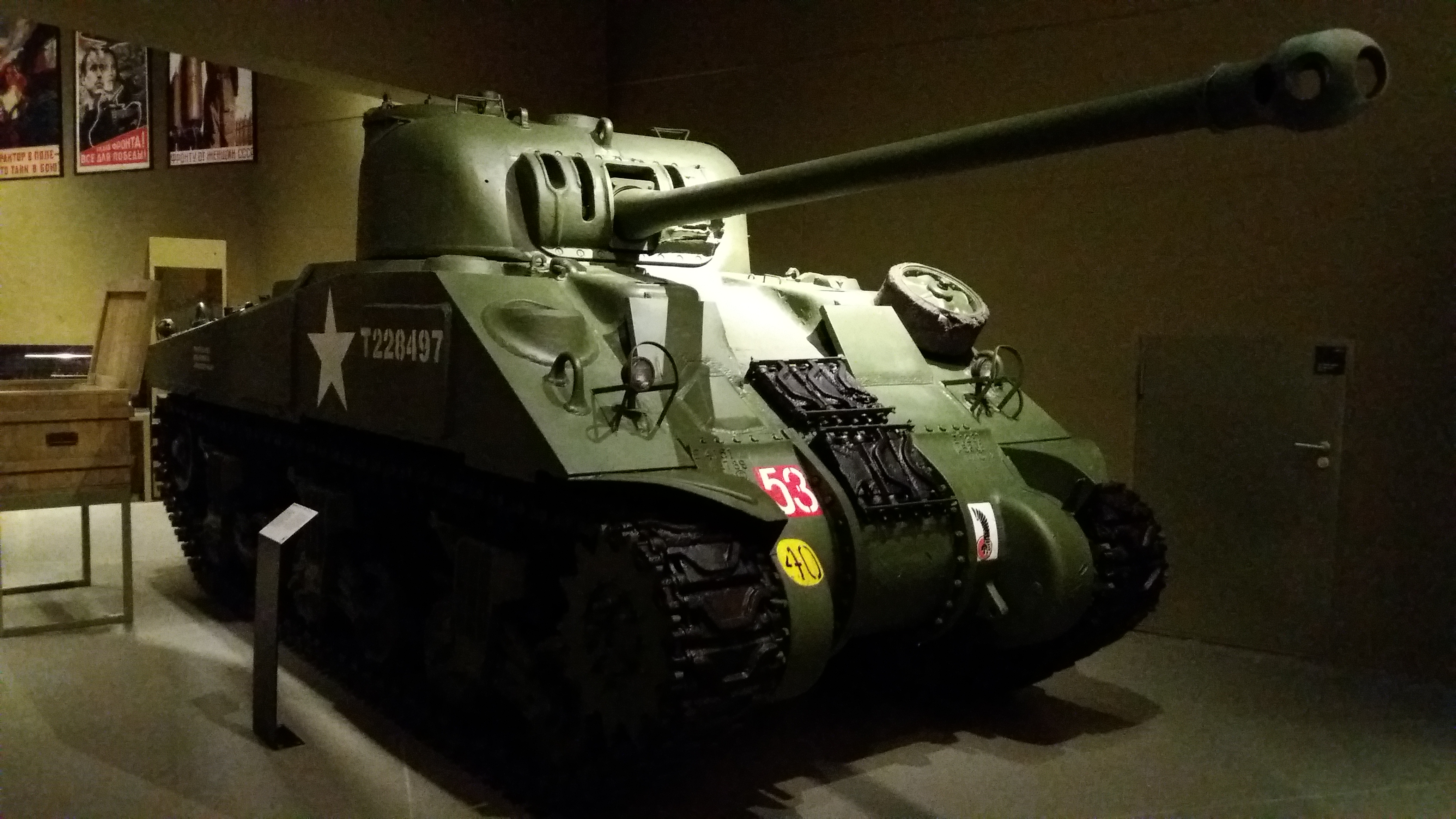
Xe tăng Sherman của Quân đoàn I Ba Lan chiến đấu ở Tây Âu trong Thế chiến II

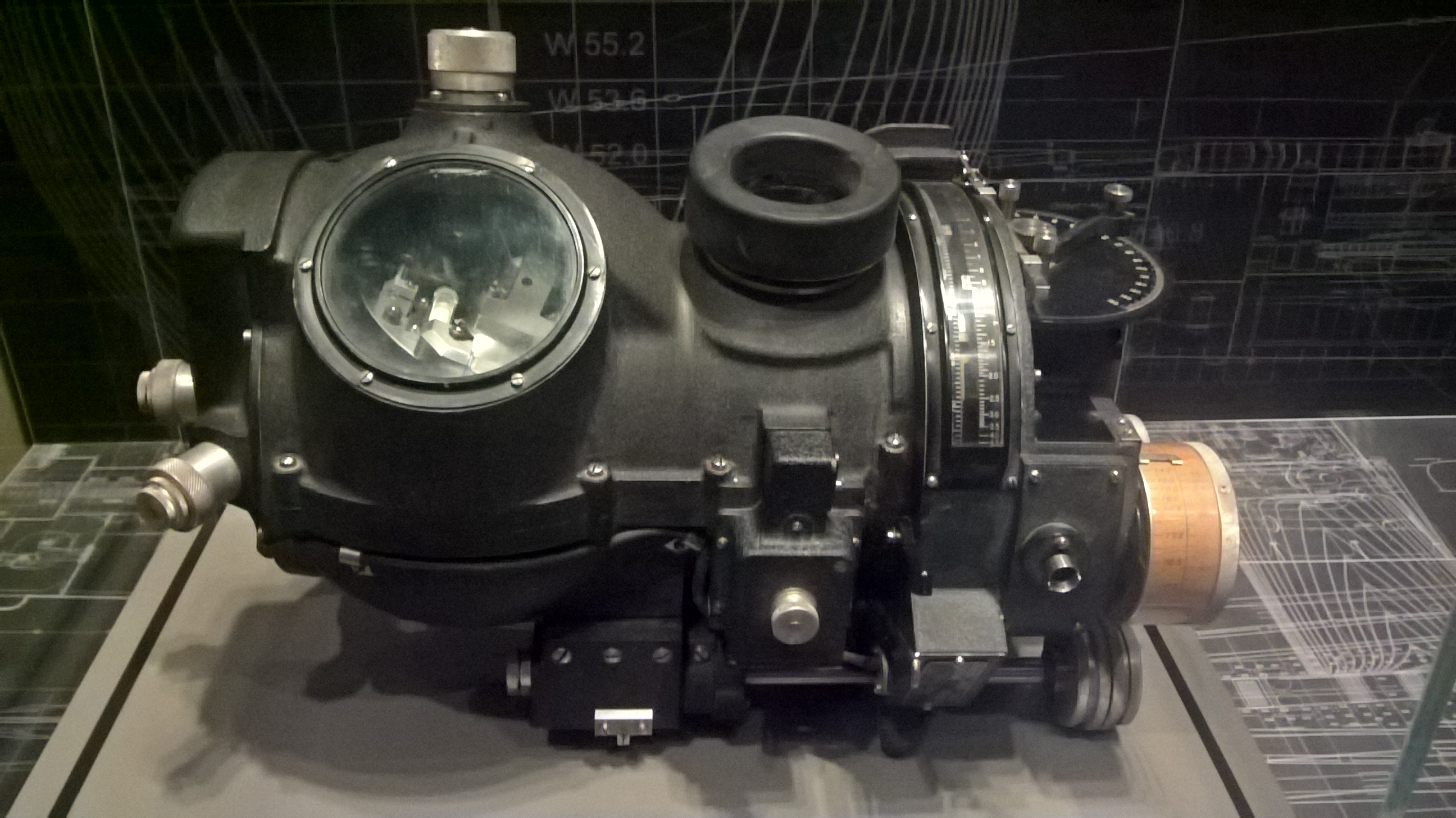
Máy ngắm ném bom Norden M2WS

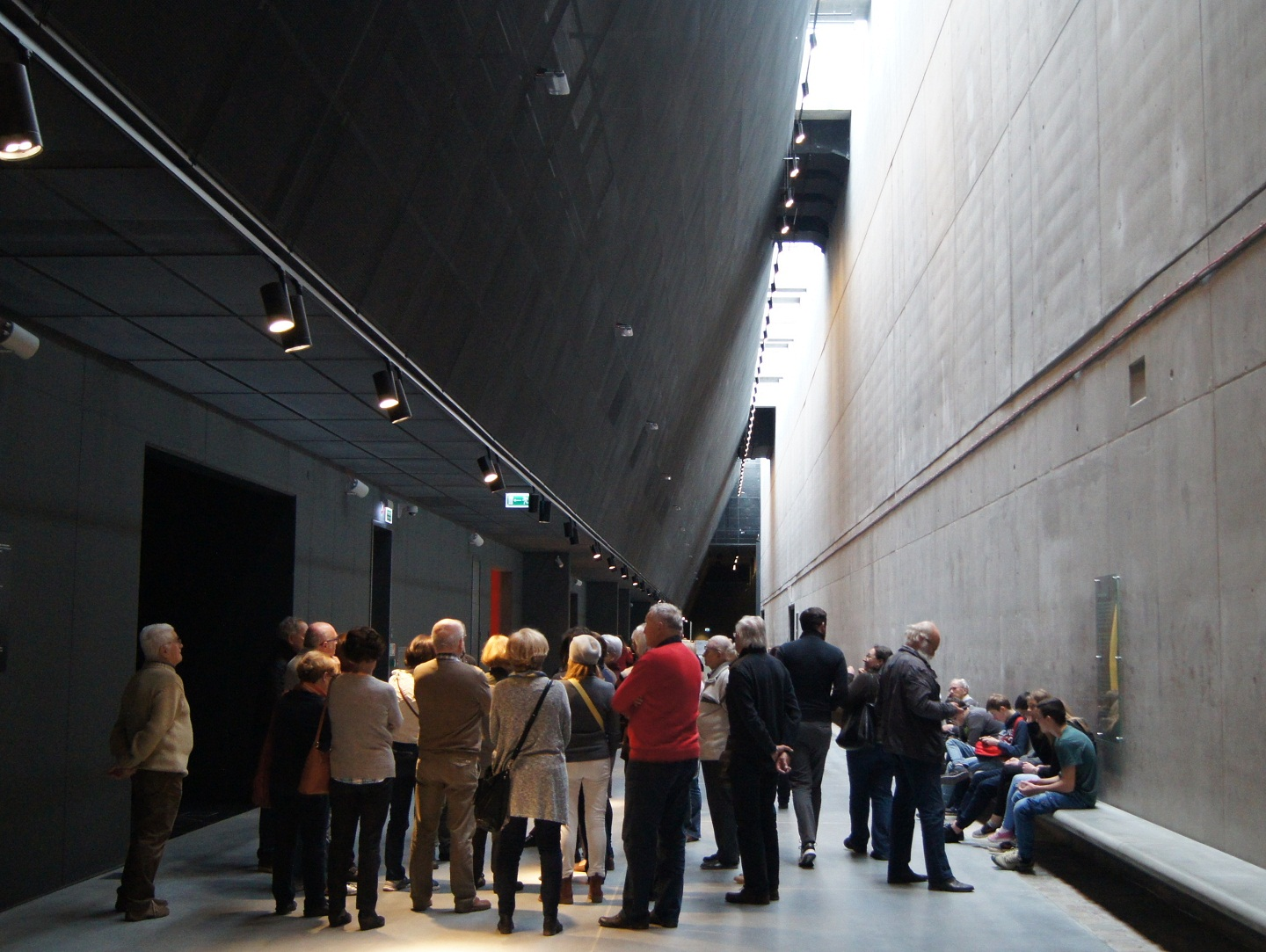
Bên trong bảo tàng

Bảo tàng Chiến tranh thế giới thứ hai (tiếng Ba Lan: Muzeum II Wojny Światowej) là một tổ chức văn hóa nhà nước được thành lập vào năm 2008 và là một bảo tàng ở Gdańsk, Ba Lan dành cho Thế chiến thứ hai. Khái niệm ban đầu của bảo tàng đã bị chỉ trích mạnh mẽ bởi những người bảo thủ quốc gia là không tập trung đủ vào chủ nghĩa anh hùng Ba Lan và thúc đẩy "chủ nghĩa hòa bình kiểu xã hội chủ nghĩa". Chiến thắng bầu cử năm 2015 của Luật và Tư pháp, đã công bố "chính sách lịch sử một cách kiên quyết" đặc biệt tập trung vào bảo tàng Gdańsk, dẫn đến việc sa thải giám đốc và nhân viên cấp cao của bảo tàng, sau đó bảo tàng được khai mạc một cách im lặng vào ngày 23 tháng 3 năm 2017. Ban quản lý mới được bổ nhiệm của bảo tàng đã thúc đẩy tái quốc hữu hóa bảo tàng và trưng bày danh sách những liệt sĩ Ba Lan.
Đội ngũ kiến trúc Kwadrat đã giành chiến thắng trong cuộc thi kiến trúc cho việc xây dựng Bảo tàng Chiến tranh Thế giới thứ hai ở Gdańsk.

## Tòa nhà
Gdańsk sinh ra và sau đó là Thủ tướng Ba Lan, Donald Tusk, đã mở cuộc thi kiến trúc để thiết kế tòa nhà chính của bảo tàng. Ban giám khảo bao gồm các chuyên gia như Daniel Liebeskind và Jack Lohman, giám đốc Bảo tàng Luân Đôn. Thiết kế chiến thắng được tạo ra bởi studio kiến trúc Kwadrat có trụ sở tại Gdynia. Chỗ ngồi của bảo tàng đối diện với sông Motława và nằm trên đường Wałowa gần với kênh đào Radunia và Tòa nhà Bưu điện Ba Lan lịch sử. Khuôn viên bảo tàng có diện tích 2,5 mẫu Anh và tòa nhà có diện tích khoảng 23.000 m2. Tòa nhà bao gồm ba quả cầu chính, tượng trưng cho sự kết nối giữa quá khứ, hiện tại và tương lai. Phần đặc biệt nhất của tòa nhà là tòa tháp nghiêng cao 40 mét với mặt tiền bằng kính, bao gồm thư viện, phòng đọc sách và hội nghị cũng như quán cà phê và nhà hàng với tầm nhìn toàn cảnh Gdańsk.

## Lịch sử
Theo ông Paweł Machewicz, giám đốc đầu tiên của bảo tàng, những ý tưởng đầu tiên cho bảo tàng đã xuất hiện vào năm 2007 trong bối cảnh tranh chấp Đức-Ba Lan về Trung tâm chống trục xuất của Đức. Bảo tàng dự định tập trung vào người Ba Lan và các quốc gia khác ở Đông Trung Âu. Bảo tàng là một dự án chính trị của chính phủ tự do Tusk lãnh đạo. Bài viết lập trình của bảo tàng, xuất bản năm 2008, tuy nhiên không đề cập đến cuộc tranh luận về trục xuất mà chỉ đóng khung theo định hướng quốc tế: "Chúng tôi không có ý định tạo ra một bảo tàng liệt sĩ của quốc gia Ba Lan hay một bảo tàng ca ngợi Các lực lượng vũ trang Ba Lan, nhưng một tổ chức có truyền tải phổ quát, ở đó các sự kiện diễn ra ở Ba Lan sẽ chỉ là một phần của một bức tranh rộng lớn hơn. " Bài tường thuật của bảo tàng tập trung vào số phận của tù binh, binh lính và thường dân. Lúc đầu bảo tàng có một ủy ban chương trình quốc tế với các nhà sử học hàng đầu.
Sau khi thành lập vào tháng 12 năm 2008, bảo tàng đã bị chỉ trích mạnh mẽ bởi những người bảo thủ quốc gia, người cho rằng bảo tàng sẽ không tập trung đủ vào chủ nghĩa anh hùng Ba Lan và Ba Lan. Hơn nữa, sự tập trung của bảo tàng vào thường dân đã bị từ chối là "chủ nghĩa hòa bình kiểu xã hội chủ nghĩa" và quan điểm của châu Âu được đóng khung là phục vụ Liên bang trục xuất.
Chiến thắng bầu cử của Luật và Công lý (PiS) năm 2015 đã dẫn đến những xung đột xung quanh bảo tàng. Trước cuộc bầu cử, lãnh đạo đảng của PiS, Jarosław Kaczyński, đã tuyên bố một "chính sách lịch sử xác định" với trọng tâm là bảo tàng Gdańsk. Chính phủ mới nhằm giành quyền kiểm soát bảo tàng, cố gắng miễn nhiệm giám đốc và cố gắng ngăn chặn việc khánh thành bảo tàng. Nhân viên bảo tàng đã bị buộc tội về các hoạt động "ô nhục, chống đối Ba Lan". Vào tháng 4 năm 2016, thông báo rằng bảo tàng sẽ được sáp nhập với một bảo tàng mới thành lập Westerplatte, trong nỗ lực thay đổi ban giám đốc của bảo tàng. Việc sáp nhập đã bị hoãn lại do các vấn đề pháp lý về quyên góp đất và trong đội ngũ này, lãnh đạo bảo tàng đã cố gắng hoàn thành triển lãm và mở cửa bảo tàng cho công chúng. Timothy D. Snyder và Andrzej Nowak cũng như những người khác đã kháng cáo rằng bảo tàng được mở. Giữa cuộc chiến pháp lý, bảo tàng không chính thức khai trương vào tháng 1 năm 2017 đã được khánh thành, gần như âm thầm, vào ngày 23 tháng 3 năm 2017. Tuy nhiên, hai tuần sau đó, một quyết định của tòa án đã cho phép sáp nhập và bộ trưởng văn hóa đã bãi nhiệm giám đốc bảo tàng Machewicz. Các nhân viên cấp cao, chẳng hạn như phó giám đốc và trưởng phòng nghiên cứu, cũng bị buộc phải rời đi.
Đánh giá về triển lãm và khái niệm, như được trình bày trong năm 2017, là rất tích cực. Giám đốc mới được bổ nhiệm, từ chi nhánh IPN địa phương, một hướng đi mới đã xuất hiện để quốc hữu hóa cuộc triển lãm trình bày một cuộc triển lãm liệt sĩ Ba Lan và tập trung vào " những người lính bị nguyền rủa ". Hành động pháp lý để bảo tồn triển lãm ban đầu không được sửa đổi do bản quyền cũng như sự phản đối của công chúng không ngăn cản một số thay đổi đối với triển lãm vào tháng 12 năm 2017. Đáng chú ý, bộ phim ở lối ra khỏi bảo tàng đã đưa ra các bản tin về hậu quả của Thế chiến thứ hai cũng như các cuộc chiến hiện đại như Cuộc chiến ở Donbass và cuộc nội chiến ở Syria, đã được thay thế bằng một bộ phim do IPN sản xuất có tựa đề "những kẻ bất khả chiến bại" - tương tự như một trò chơi chiến tranh máy tính. Lòng yêu nước của Ba Lan là động lực cho những thay đổi bổ sung như trưng bày các liệt sĩ Ba Lan như Witold Pilecki và Maksymilian Kolbe. Trong cuộc triển lãm về vụ giết người Do Thái ở Ba Lan, và cụ thể là cuộc tàn sát người Do thái Jedwabne, trái ngược với gia đình Ulma và Chính nghĩa Ba Lan khác giữa các quốc gia.

## Sự quản lý
Tiến sĩ Karol Nawrocki là giám đốc của Bảo tàng. Giáo sư dr hab Grzegorz Berendt, Tiến sĩ Tomasz Szturo và Julia Olechno là đại biểu của ông. Giáo sư Tiến sĩ hab. Paweł Machcewicz là giám đốc của Bảo tàng cho đến ngày 5 tháng 4 năm 2017, và Tiến sĩ Janusz Marszalec và Tiến sĩ hab. Piotr M. Majewski từng là đại biểu của ông.
Vào ngày 07 tháng 2 năm 2018, Bộ trưởng Bộ Văn hóa và Di sản Quốc gia và Phó Thủ tướng Piotr Gliński bổ nhiệm thành viên mới của Ban quản lý của viện bảo tàng, trong đó bao gồm: Sławomir Cenckiewicz, Marek Jan Chodakiewicz, Jacek Friedrich, Mirosław Golon, Piotr M. Majewski, Bogdan Musial, Piotr Niwiński, Andrzej Nowak, Piotr Semka, Zbigniew Wawer, Jarosław Wąsowicz, Tadeusz Wolsza, Jan aryn.

## Thư viện ảnh

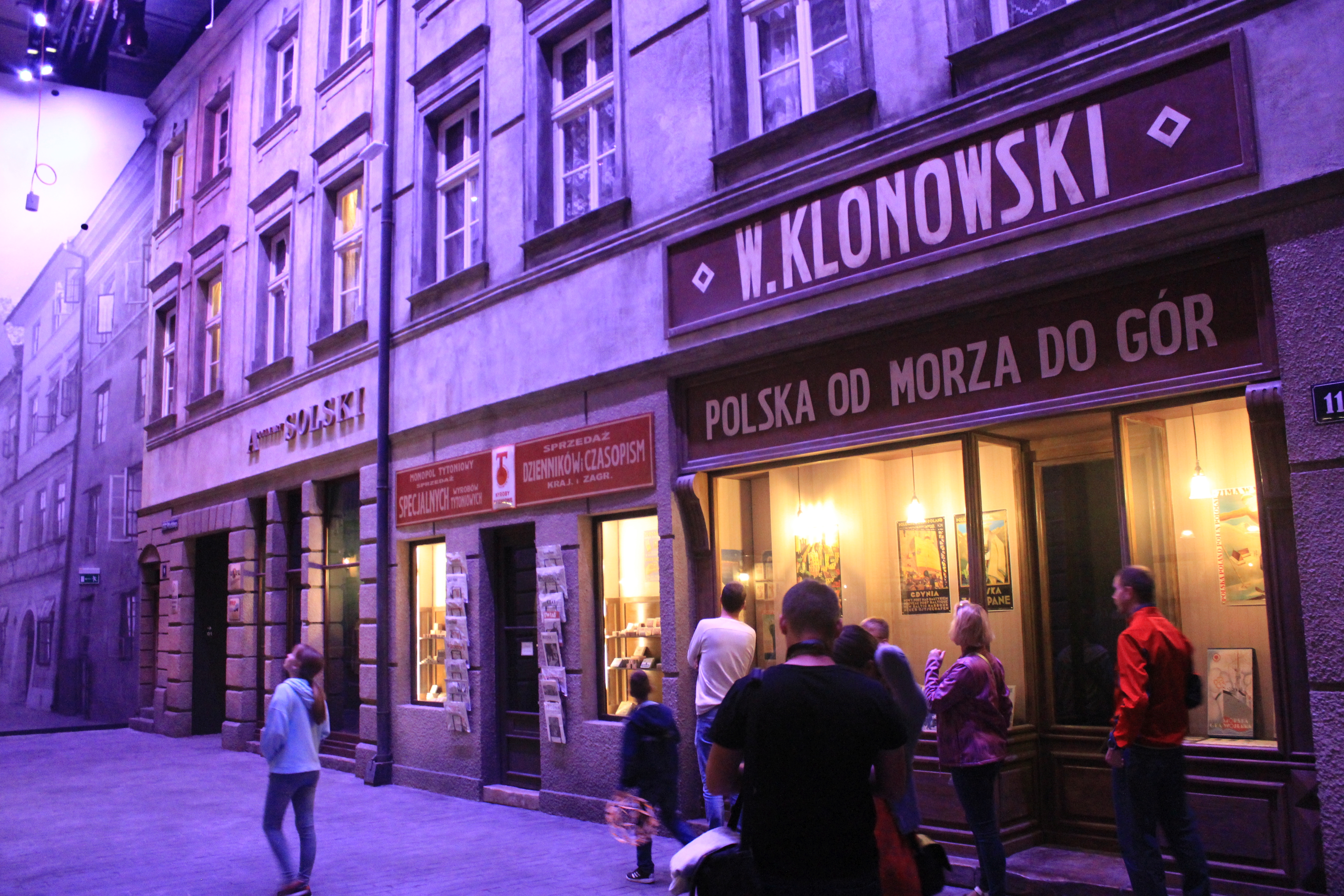
Đường thành phố Ba Lan, những năm 1930
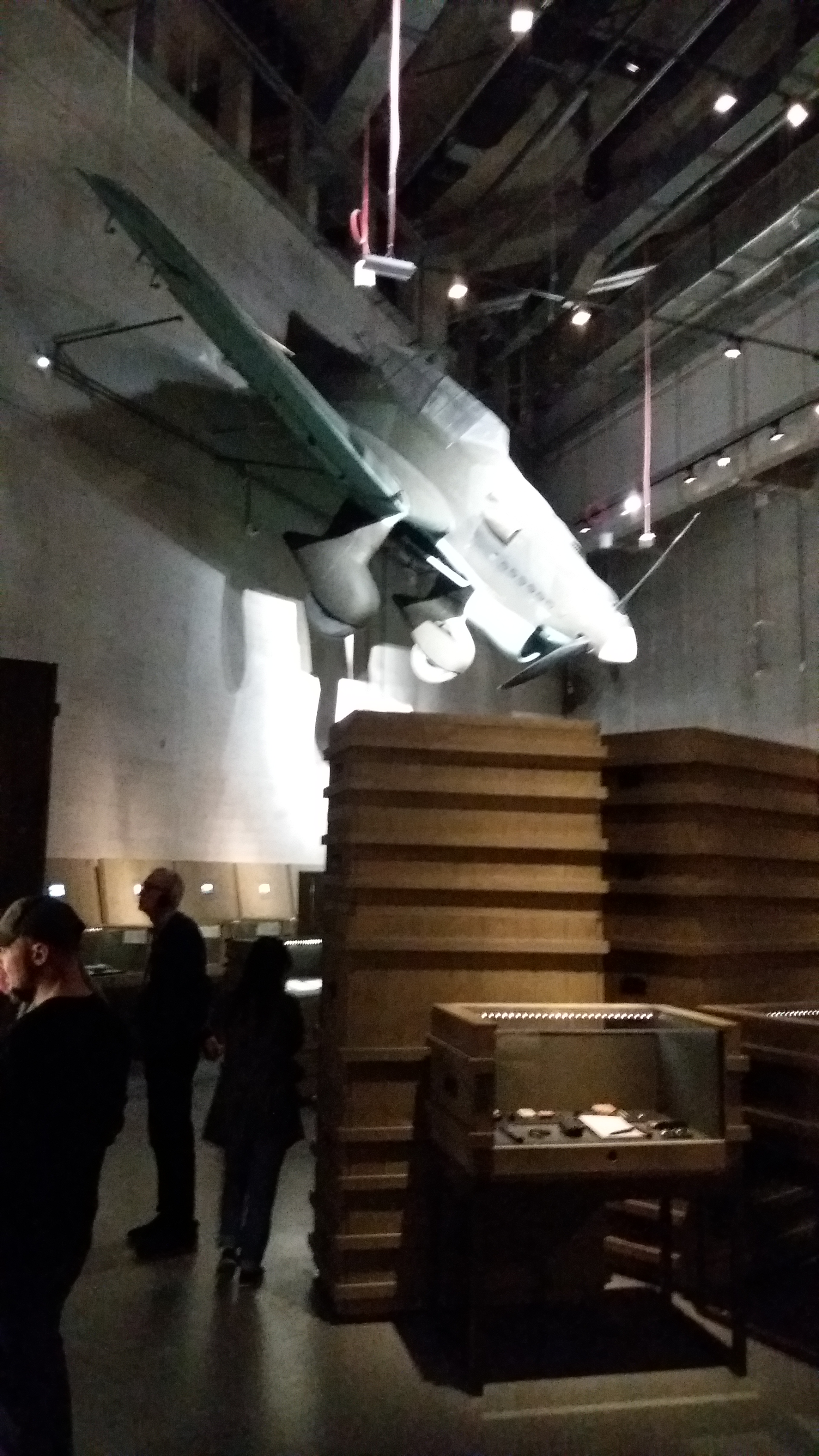
Junkers Ju 87 "Stuka" tại triển lãm thường trực
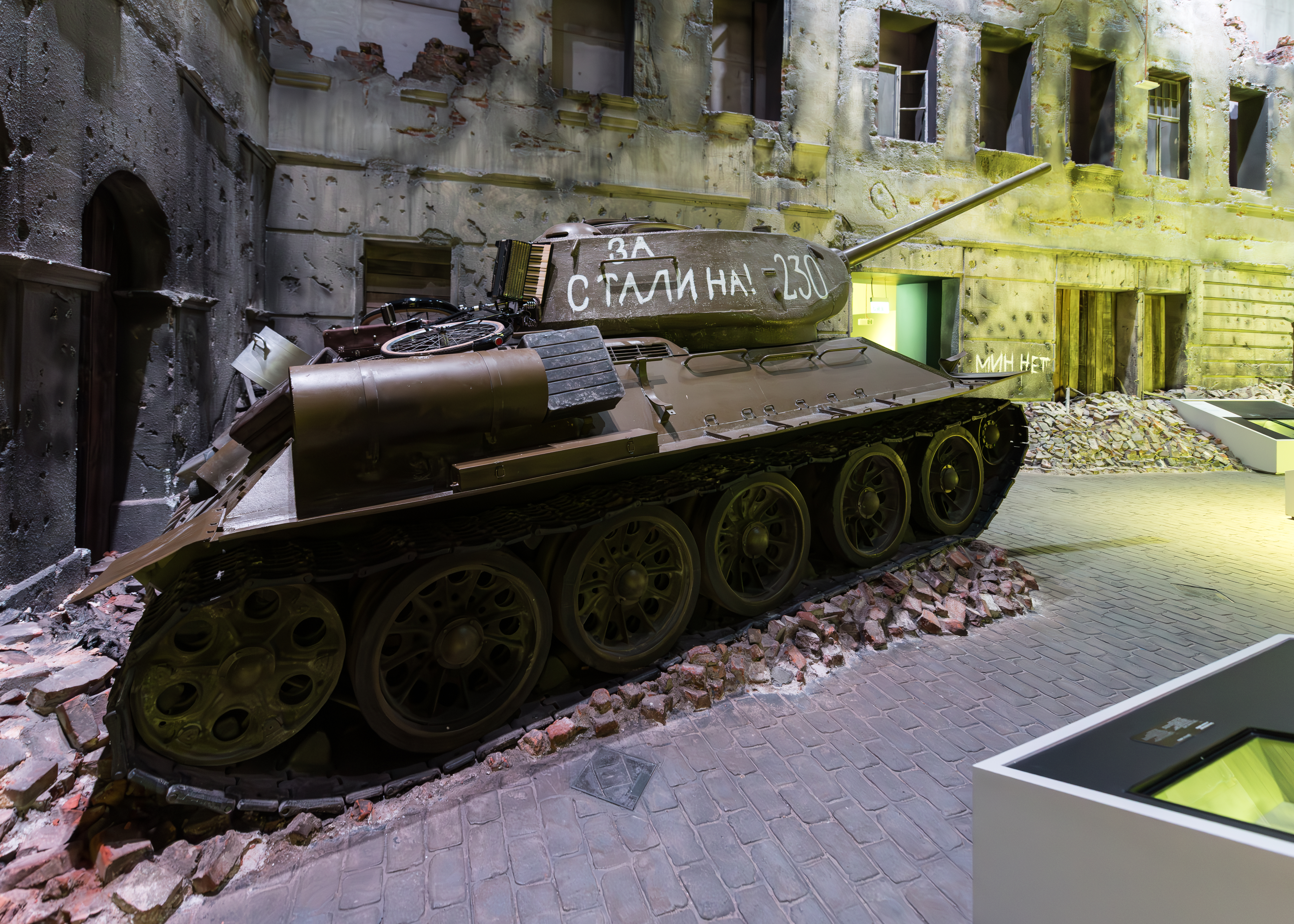
Xe tăng T-34 của Liên Xô
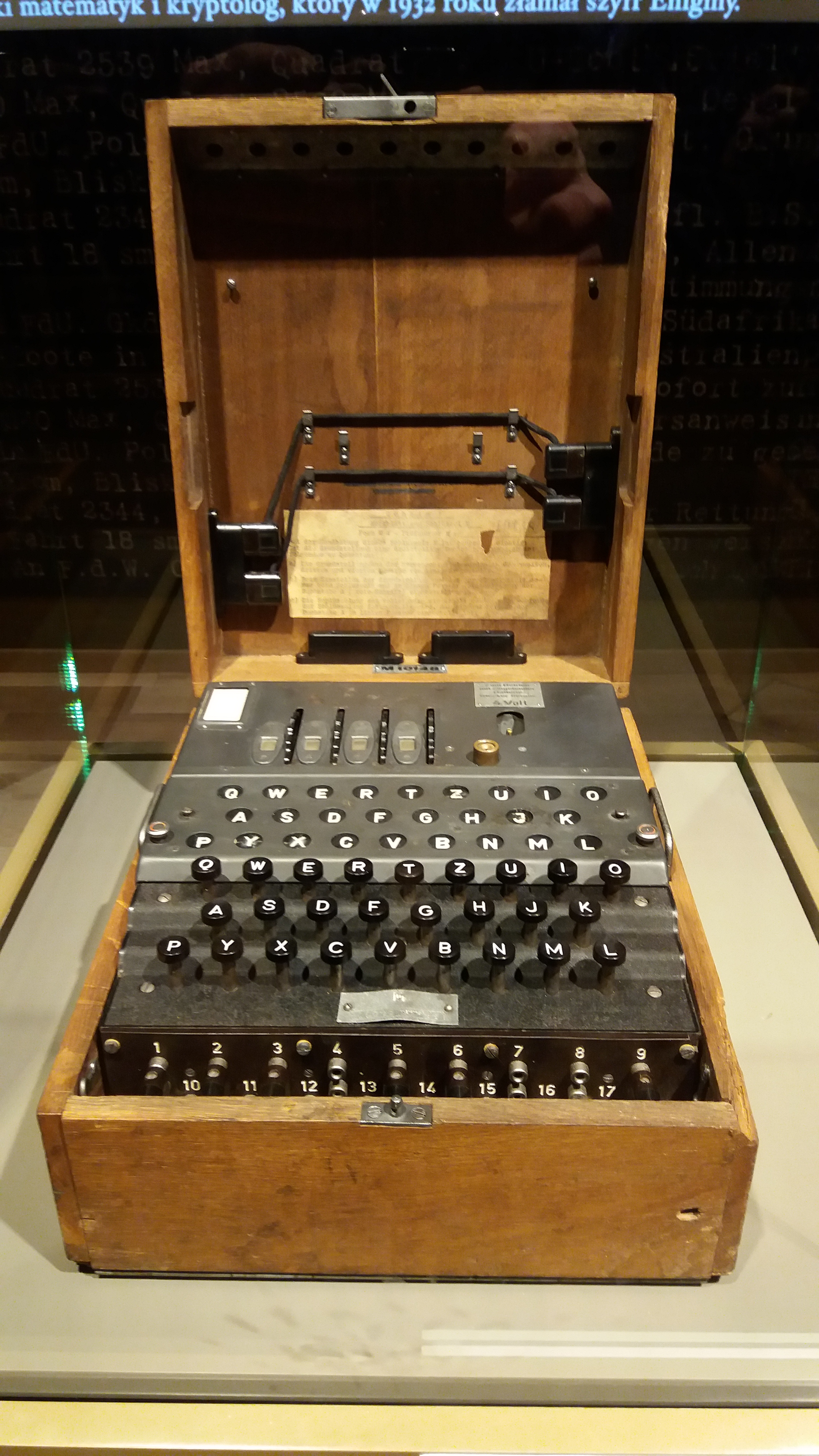
Máy mã hóa máy Enigma
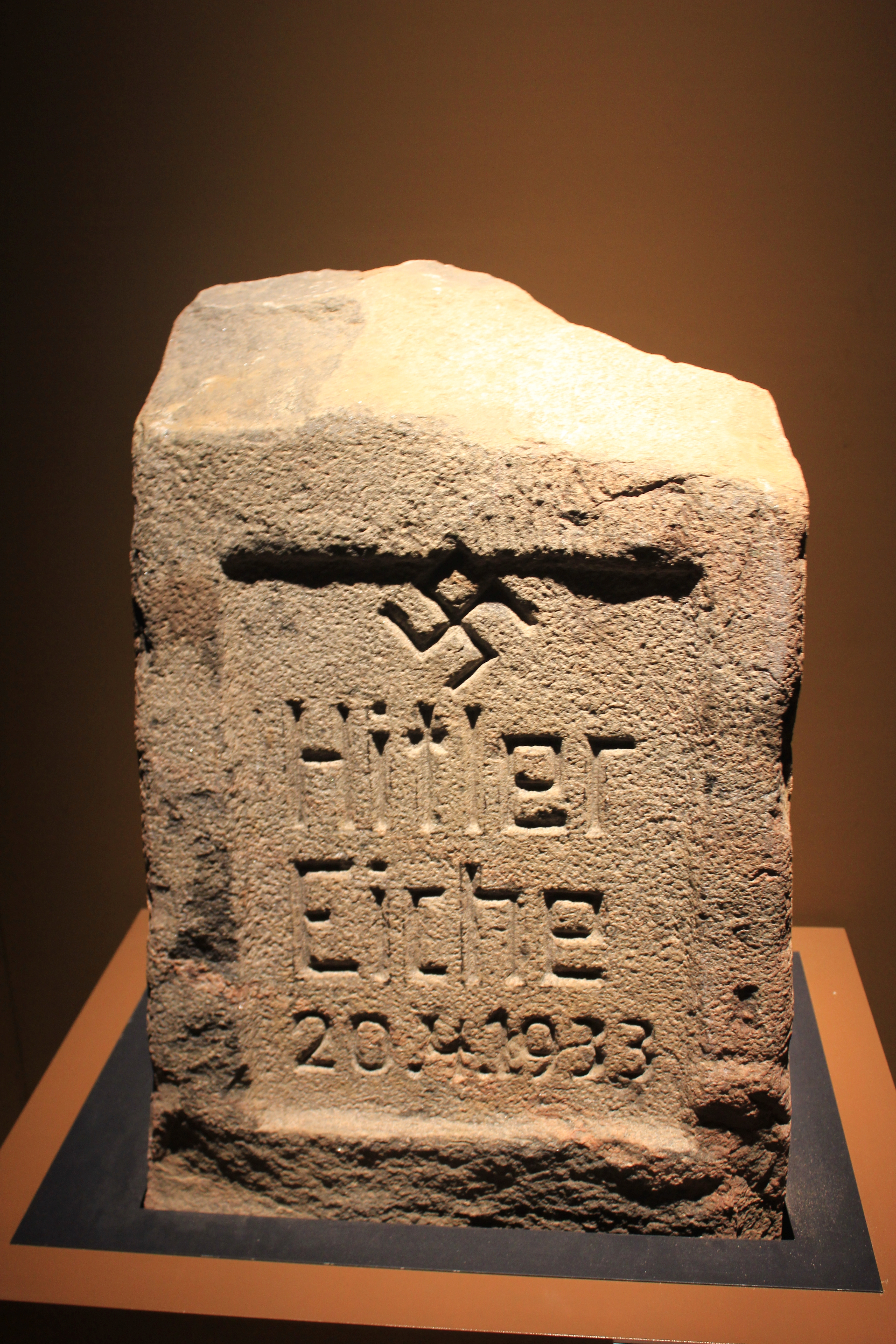
Một hòn đá từ Krępa Kaszubka kỷ niệm sự ra đời của Adolf Hitler
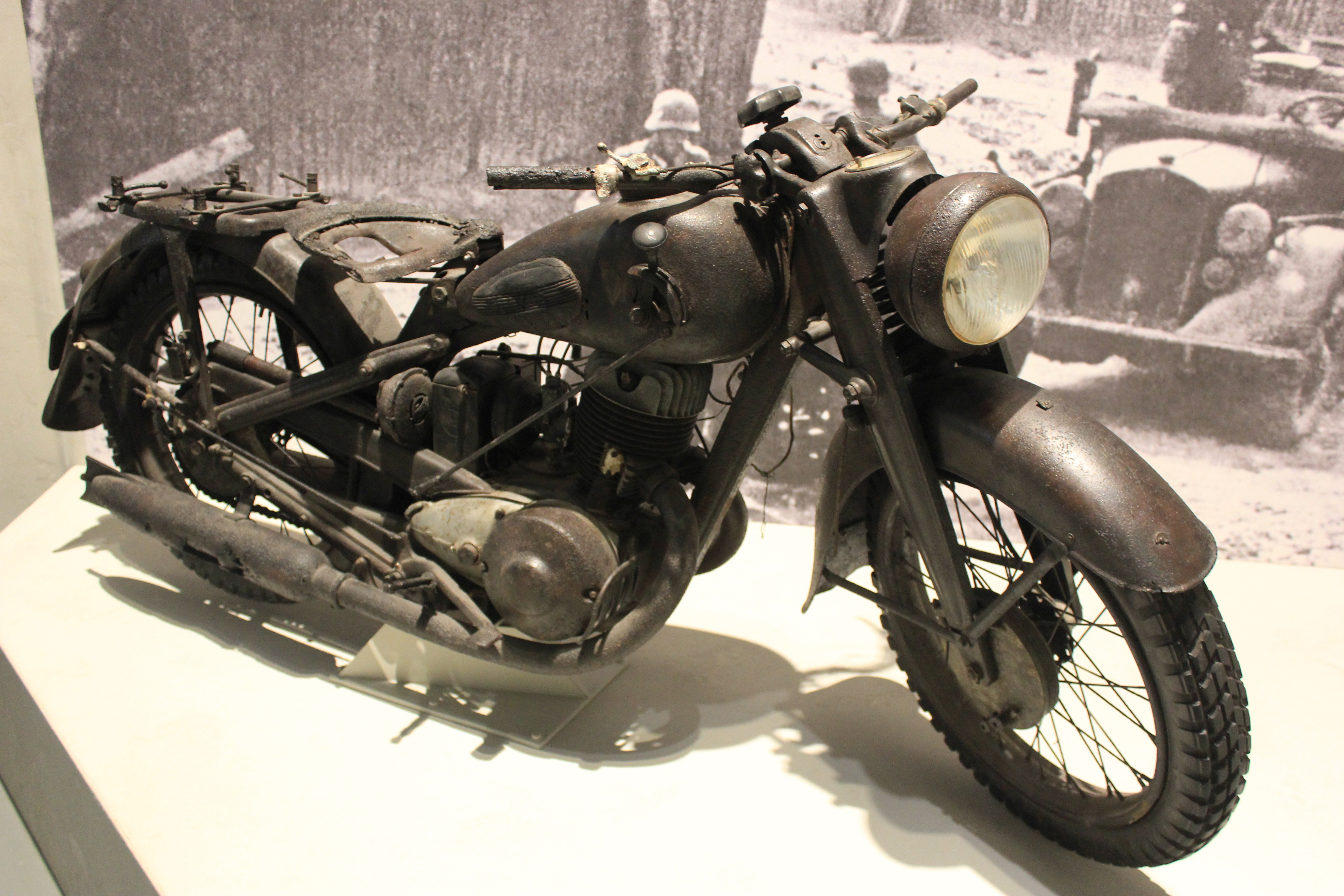
Xe máy DKW
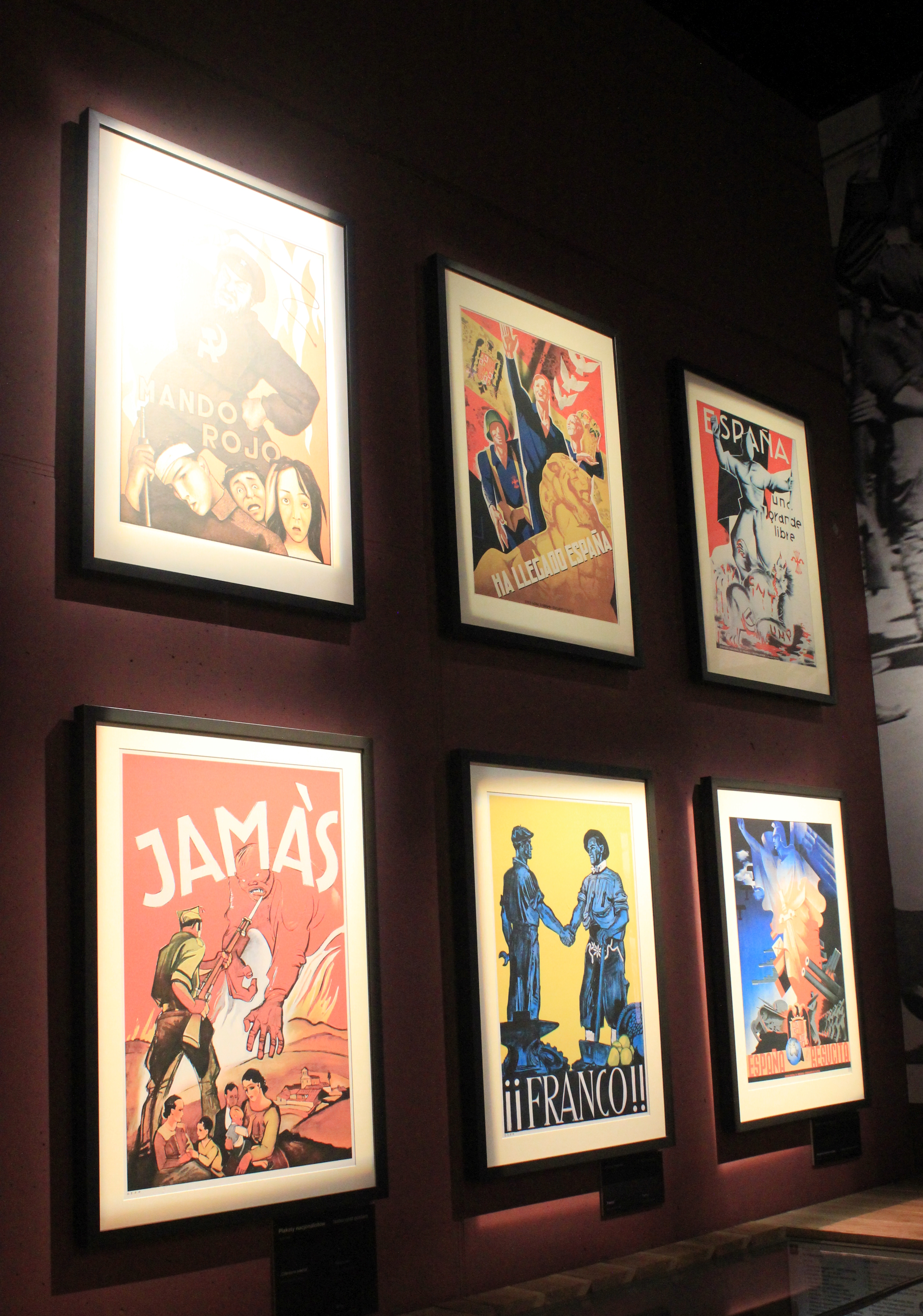
Áp phích quốc gia Tây Ban Nha
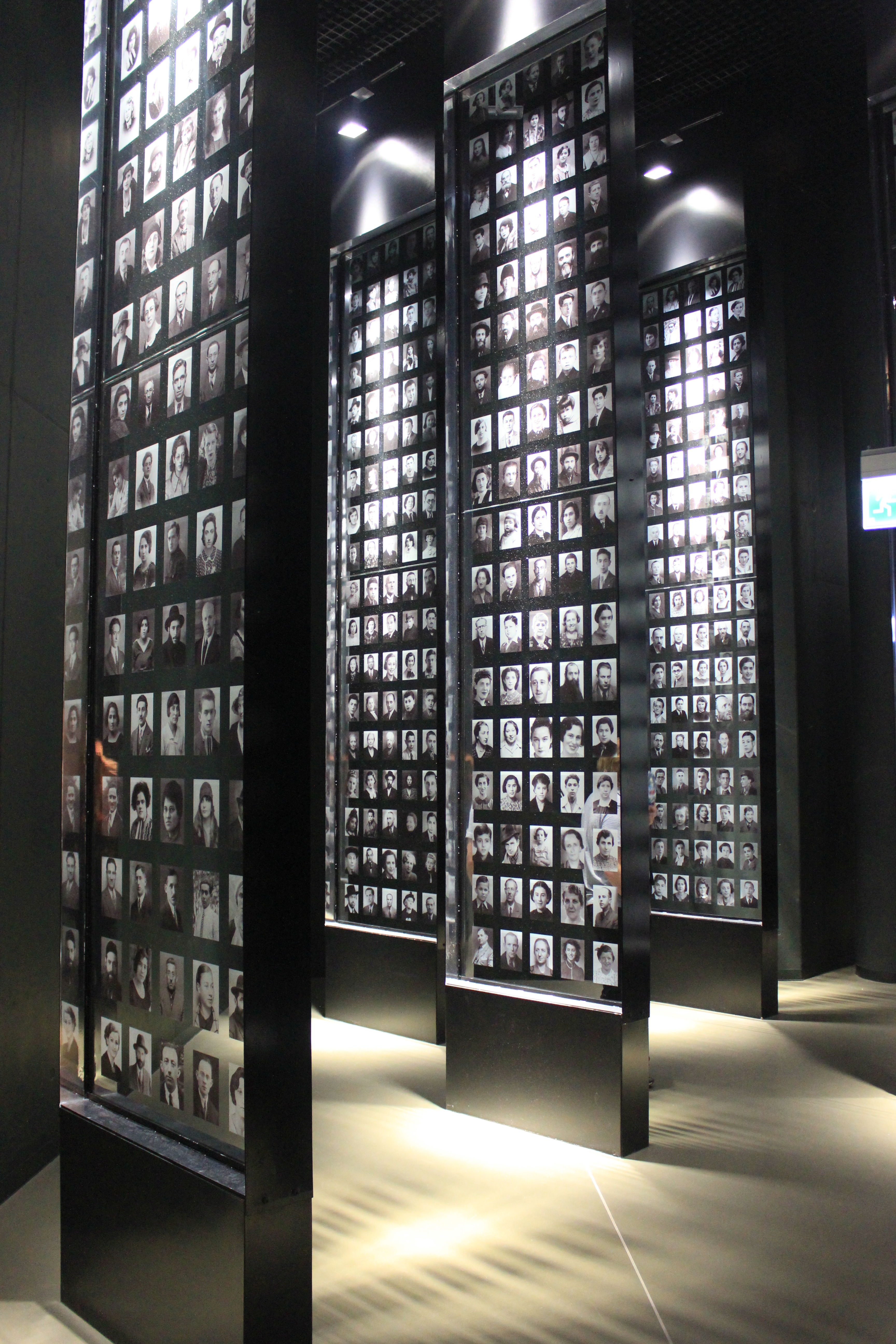
Bên trong Bảo tàng Thế chiến II
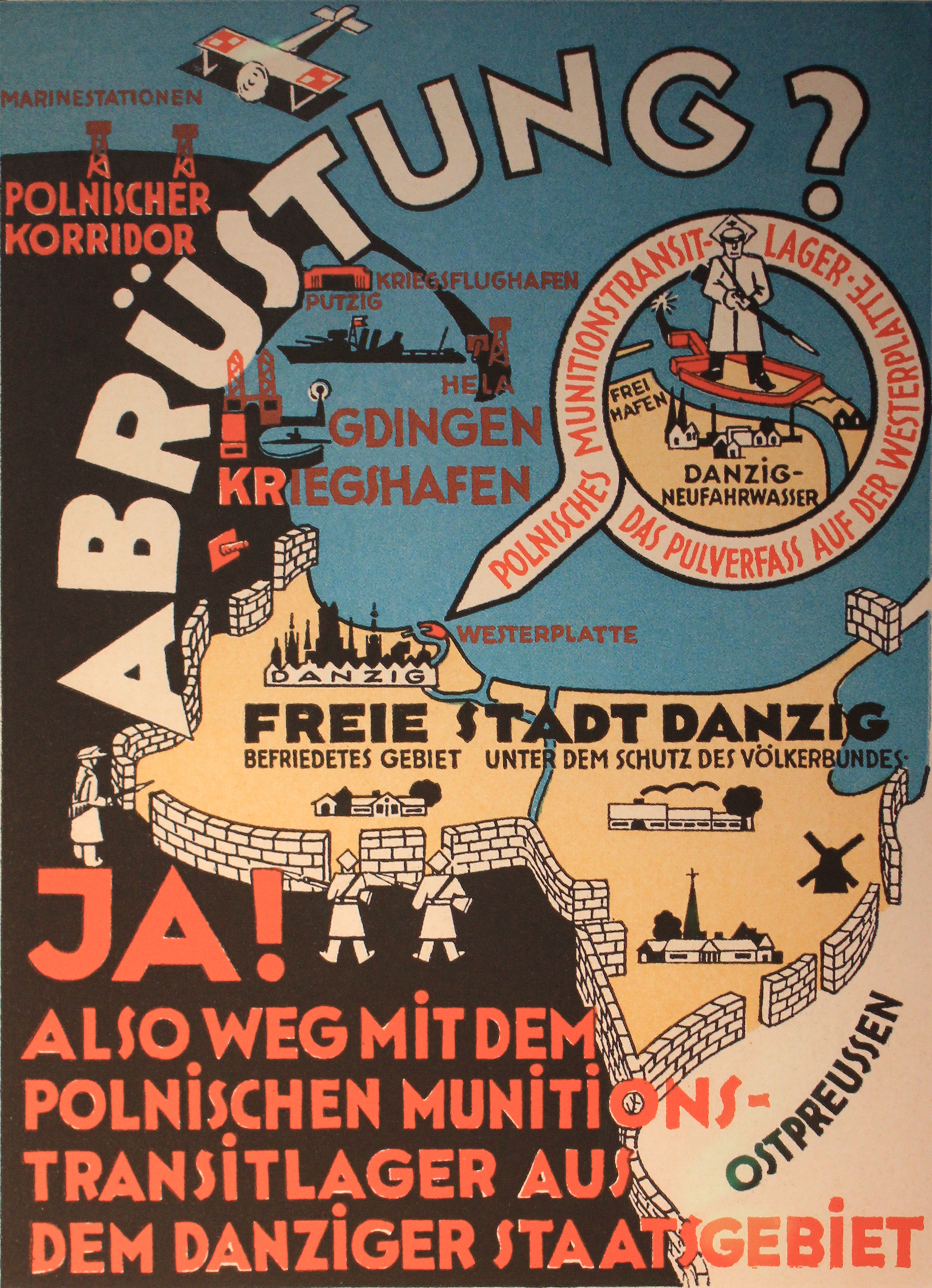
Áp phích tuyên truyền của Đức
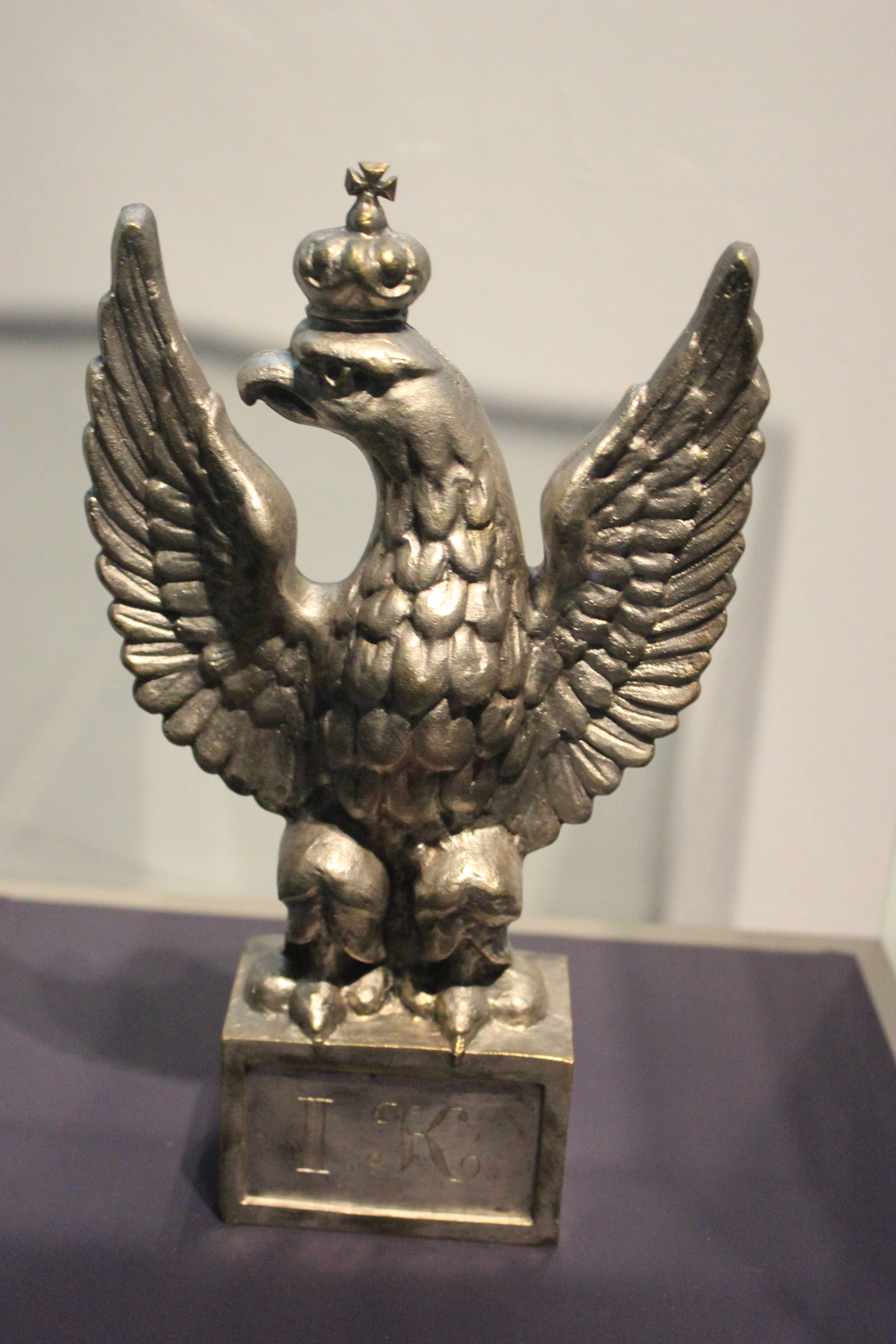
Đại bàng từ biểu ngữ của Quân đoàn Ba Lan đầu tiên
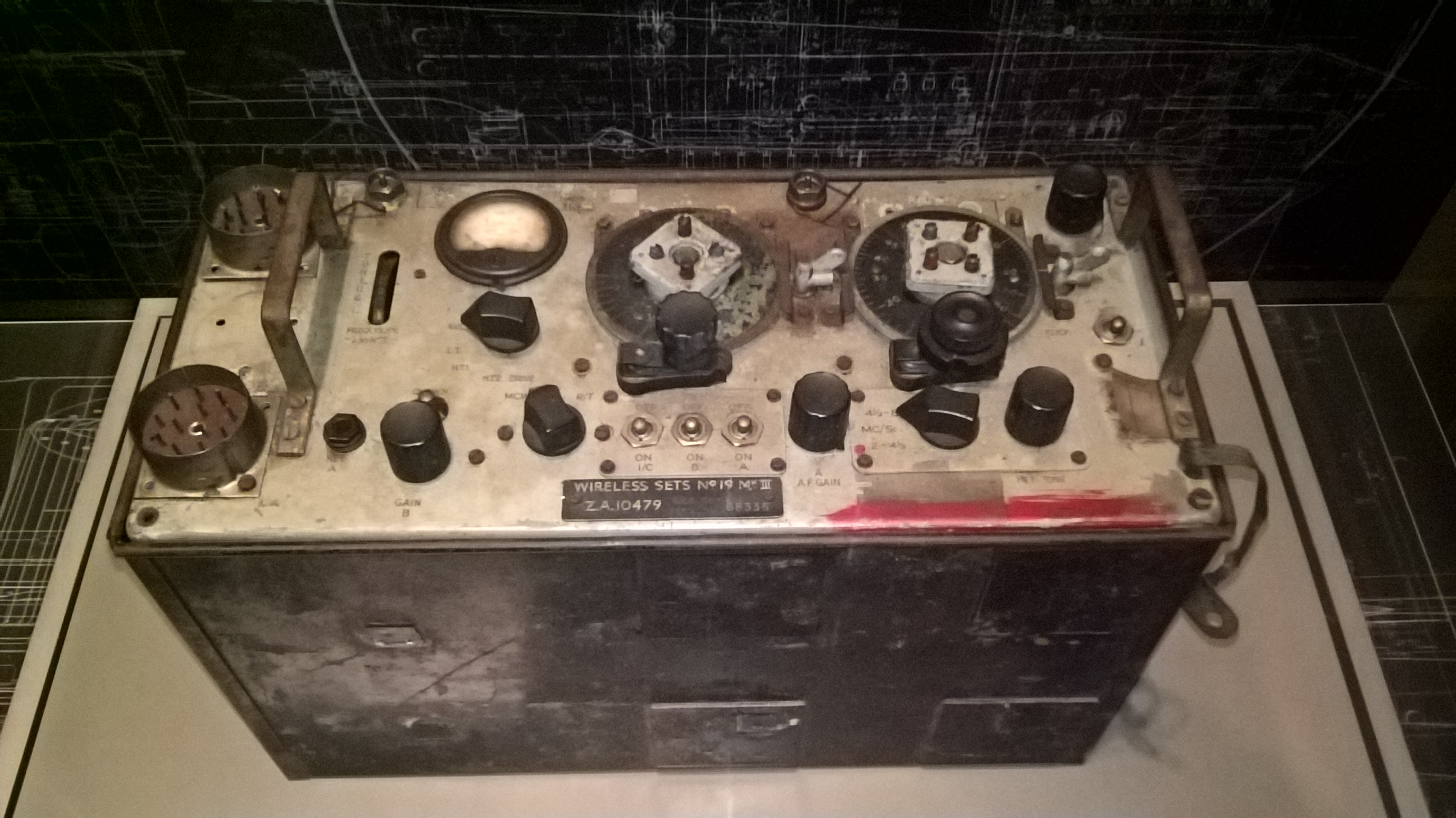
Bộ không dây số 19
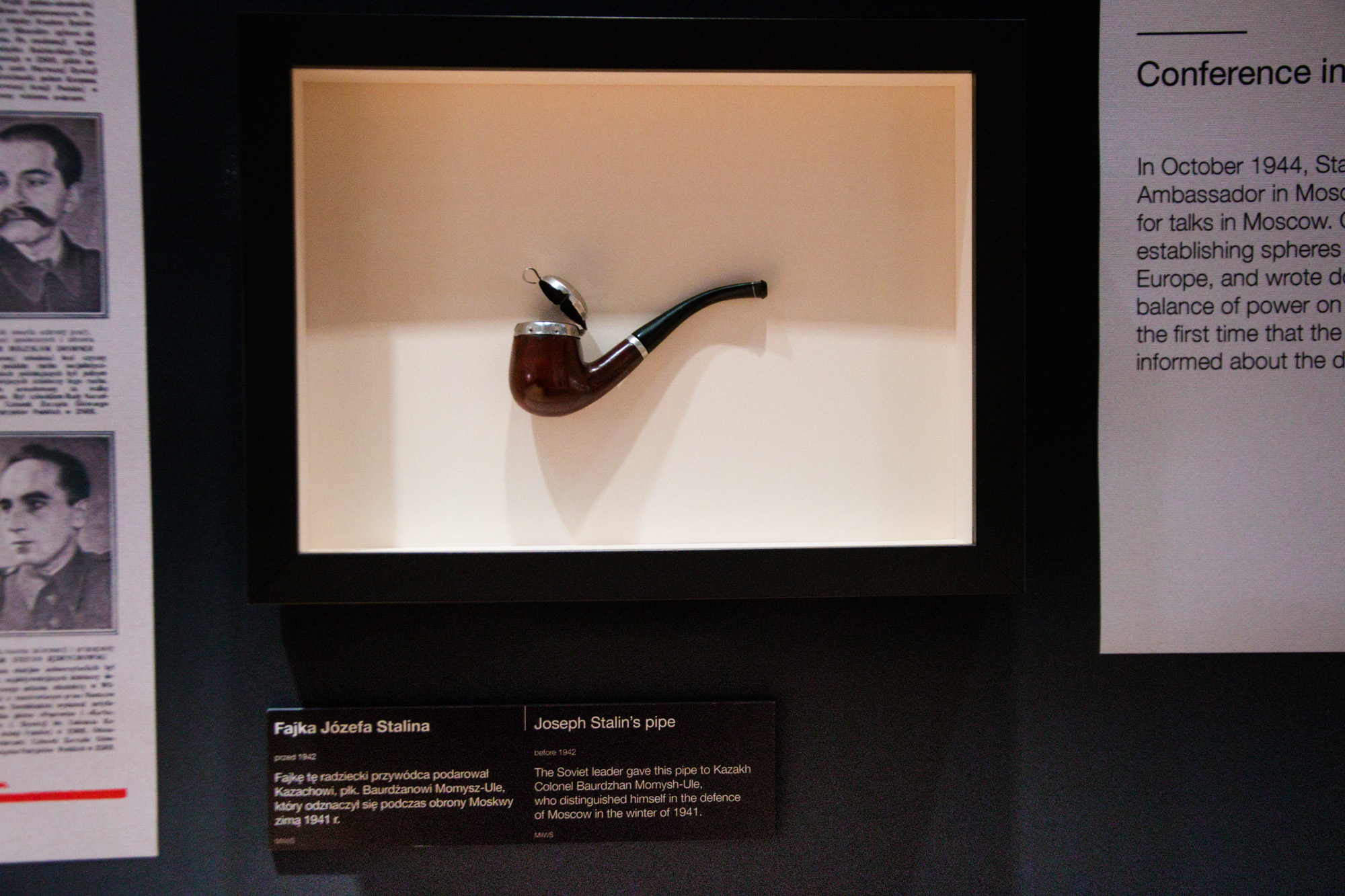
Tẩu của Joseph Stalin
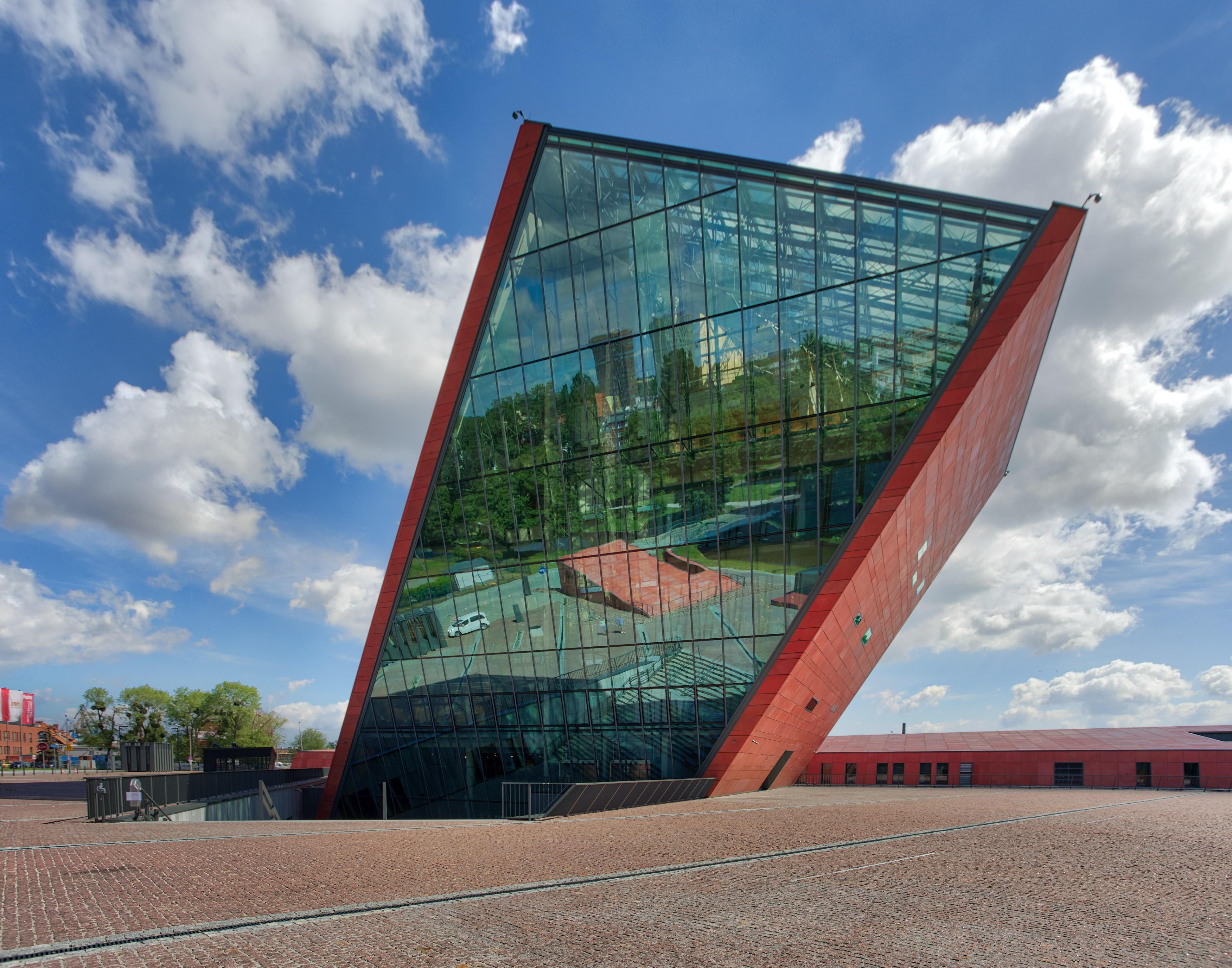
Phía bên ngoài của Bảo tàng